# Barbablù, feroce assassino
Barbablù, feroce assassino (Bye, Bye Bluebeard) è un film del 1949 diretto da Arthur Davis. È un cortometraggio d'animazione della serie Merrie Melodies, uscito negli Stati Uniti il 21 ottobre 1949. È l'ultimo cortometraggio diretto da Davis per la Warner Bros. Cartoons prima che la sua unità di animazione venisse sciolta; Davis ritornò poi a fare l'animatore unendosi al team di Friz Freleng.

## Trama
Porky Pig sta mangiando grandi quantità di cibo al ritmo di una trasmissione radiofonica di esercizi ginnici. Viene disturbato da un topo, ma dopo averlo cacciato sente alla radio l'annuncio della fuga del killer Barbablù, così sbarra e chiude a chiave la sua casa. Il topo decide quindi di approfittare della paura di Porky travestendosi da Barbablù e minacciandolo finché non gli offre del cibo. Mentre Porky è impegnato a portare da bere al topo, sente alla radio che Barbablù è alto più di due metri. Rendendosi conto di essere stato ingannato, Porky insegue il topo con una mannaia. Notando quella che sembra essere la barba finta del topo sotto il tavolo, Porky la tira per farlo uscire, ma finisce per tirare fuori per sbaglio il vero Barbablù. Un ignaro Porky vede il topo di fronte a sé, che indica Barbablù dietro di lui. Porky si rende conto che il personaggio a cui aveva tirato la barba corrisponde esattamente alla descrizione della trasmissione radiofonica, e sviene. Barbablù quindi lega Porky a un razzo prima di procedere a mangiare il suo cibo. Vede il topo, che finge di essere la sua coscienza, e cerca di mangiarlo, dando vita a un inseguimento durante il quale il topo colpisce Barbablù in faccia con delle torte per cinque volte. Nel frattempo, Porky riesce a spegnere la miccia del razzo e Barbablù, decidendo di ignorare il topo, costruisce una ghigliottina per ucciderlo. Proprio mentre il porcellino sta per essere giustiziato, il topo decide di aiutare Porky e inganna Barbablù facendogli mangiare inconsapevolmente delle bombe. Quando il killer se ne accorge, si precipita all'armadietto dei medicinali e mescola ogni farmaco presente, ma esplode prima di poter ingerire la miscela risultante. Porky riprende quindi i suoi "esercizi" mangiando, stavolta condividendo il pasto con il topo in segno di gratitudine.

## Distribuzione

### Edizione italiana
Il primo doppiaggio italiano fu realizzato all'inizio degli anni settanta per la trasmissione sul Programma Nazionale all'interno de Gli eroi di cartone. All'inizio degli anni 2000, sempre per la trasmissione televisiva, il film fu ridoppiato dalla Time Out Cin.ca sotto la direzione di Massimo Giuliani su dialoghi di Raffaella Pepitoni. Non essendo stata registrata una colonna internazionale, in entrambi i casi fu rimossa la musica presente durante i dialoghi.

### Edizioni home video

#### VHS
America del Nord
- Porky Pig: Days of Swine and Roses (12 agosto 1992)

#### Laserdisc
- Guffaw and Order: Looney Tunes Fight Crime (18 maggio 1994)

#### DVD
Il corto fu pubblicato in DVD-Video in America del Nord nel terzo disco della raccolta Looney Tunes Golden Collection: Volume 3 (intitolato Porky and the Pigs) distribuita il 25 ottobre 2005. In Italia fu invece inserito nel DVD Daffy Duck & Porky Pig: Volume 2 della collana Looney Tunes Collection, uscito il 18 maggio 2006. Fu poi incluso nel secondo disco della raccolta DVD Looney Tunes Spotlight Collection Volume 8, uscita in America del Nord il 13 maggio 2014.